# (32395) 2000 QV213
2000 كيو في 213 (ويعرف أيضًا باسم (32395) 2000 كيو في 213 وفق تسمية الكوكب الصغير) (بالإنجليزية: 2000 QV213)‏ هو كويكب ضمن حزام الكويكبات؛ وترتيبه 32395 من حيث الاكتشاف.
اكتُشف هذا الجُرم الفلكي بواسطة بحث لنكولن عن الكويكبات القريبة من الأرض في 31 أغسطس 2000.

## وصلات خارجية
- (32395) 2000 QV213 في قاعدة بيانات مختبر الدفع النفاث لأجرام النظام الشمسي الصغيرة

- الاكتشاف · مخطط المدار ·  العناصر المدارية · المعلمات المادية

- (32395) 2000 QV213 على موقع ويكي سكاي: DSS2, SDSS, GALEX, IRAS, Hydrogen α, X-Ray, Astrophoto, Sky Map, Articles and images